# Enfrentamientos en el norte de Alepo de octubre de 2022
Los enfrentamientos en el norte de Alepo de 2022 se desarrollaron entre el Frente de Levante y la División Hamza, dos facciones del Ejército Nacional Sirio respaldado por Turquía, en las áreas ocupadas por Turquía de la gobernación de Alepo el 10 de octubre de 2022, como parte de la guerra civil que continúa en Siria.  El 12 de octubre, el grupo islamista sunita Tahrir al-Sham (HTS) se unió a los combates del lado de la División Hamza, entrando en la región de Afrin. 

## Antecedentes
El 7 de octubre, hombres armados mataron a tiros al activista de los medios Muhammad Abdul Latif, también conocido como Abu Ghannoum, y a su esposa en la ciudad de al-Bab. La Tercera Legión, dirigida por el Frente de Levante, descubrió el 10 de octubre que un grupo de combatientes de la División Hamza era el responsable del asesinato, lo que provocó los enfrentamientos. 

## Enfrentamientos
La Tercera Legión lanzó un ataque contra la División Hamza en la tarde del 10 de octubre, expulsando a la División Hamza de al-Bab y capturando el cuartel general del grupo en las afueras de la ciudad. Al día siguiente, grupos adicionales se unieron a la lucha, incluidos Hayat Tahrir al-Sham, la División Sultan Suleiman Shah (al-Amshat) y Ahrar al-Sham del lado de la División Hamza,  y el Movimiento de Liberación y Construcción y remanentes del Movimiento Nour al-Din al-Zenki del lado de la Tercera Legión. La Legión del Sham abrió el camino entre Afrin y la gobernación de Idlib, lo que permitió que HTS ingresara a Afrin, tomara el control de Jindires el 12 de octubre y entrara en la ciudad de Afrin el 13 de octubre. El Frente de Levante se retiró de Afrin hacia Azaz.
También el 13 de octubre, HTS capturó las aldeas de Sennarah, Anqalah y Marwaniyah en Sheikh Hadeed en el campo de Afrin y atacó la aldea de Kafr Jannah, pero fue rechazado por combatientes del Frente de Levante. 5 combatientes del HTS murieron en el ataque. Además, un combatiente de Ahrar al-Sham murió en enfrentamientos con Jaysh al-Islam en la ciudad de Susyan en el campo de al-Bab.
El 17 de octubre, la tregua temporal entre HTS y la Tercera Legión se rompió y se reanudaron fuertes enfrentamientos cerca de Afrin y Azaz, donde HTS logró capturar más terreno. El mismo día, un combatiente del Frente de Levante murió y otro resultó herido en enfrentamientos con combatientes del HTS cerca de la aldea de Al-Khalidiyah, cerca de Sharran en el campo de Afrin. El 18 de octubre, al menos 58 personas habían muerto en los enfrentamientos.
El 19 de octubre terminaron los enfrentamientos cuando ambas partes llegaron a un acuerdo de alto el fuego.

## Reacciones
Se llevaron a cabo protestas y manifestaciones en múltiples ciudades controladas por la oposición en el norte de Siria contra la entrada de Hayat Tahrir al-Sham en la región.